# Matheus Dantas
Matheus de Jesus Dantas (Campo Grande, 5 de setembro de 1998) é um futebolista brasileiro que atua como zagueiro. Atualmente, defende o Kitchee, de Hong Kong.

## Carreira

### Início
Nascido em Mato Grosso do Sul, Matheus entrou nas categorias de base do São Paulo em 2013. No ano seguinte, foi para o Flamengo. Rompeu os ligamentos cruzados do joelho em julho de 2016 e ficou fora durante 7 meses. Em 2017, parou mais uma vez por sofrer outra lesão. Passando pelas categorias de base, se tornou o capitão do time sub-20.

### Flamengo
Dia 17 de janeiro de 2018, fez seu 1° jogo como profissional na vitória de por 2–0 sobre o Volta Redonda pelo Campeonato Carioca. Dia 2 de março, teve seu contrato estendido até dia 31 de dezembro de 2019.
Em 5 de maio, jogo seu 1° jogo no campeonato brasileiro no Morumbi contra o São Paulo, jogo em que o treinador do Flamengo na época, Abel Braga, escalou a equipe só com reservas. A partida terminou 1–1.

### Farense
No dia 21 de julho de 2020, assinou com Farense. Porém, a transferência não aconteceu, pelo fato do jogador não ter sido aprovado nos exames médicos, por causa de uma lesão no joelho.

### Oeste
No dia 20 de agosto de 2020, foi anunciado pelo Oeste, assinando até dezembro de 2023.

### Casa Pia
Em 18 de janeiro de 2021, foi contratado pelo Casa Pia, da Segunda Liga, com um contrato de 2 anos e meio.
Estreou pelo Casa Pia em 14 de fevereiro de 2021 na derrota por 1 a 0 para o Feirense, válido pela 20° rodada da 2° divisão portuguesa. Ao todo, atuou em 13 jogos pelo Casa Pia, não marcando nenhum gol.

### Estrela Amadora
Em 26 de junho de 2021, foi anunciado como novo reforço do Estrela Amadora, clube da Segunda Divisão de Portugal. Assinou contrato por 2 temporadas e com uma cláusula de rescisão de 2 milhões de euros. Após apenas onze jogos pelo clube, teve seu contrato rescindido em 30 de dezembro de 2021.

### PO Xylotymbou
Após ficar sem clube desde sua saída do Casa Pia, Em 30 de agosto foi anunciado como novo reforço do PO Xylotymbou, da segunda divisão do Chipre, assinando contrato até 2023.

## Estatísticas
Atualizadas até 24 de setembro de 2022.[carece de fontes?]

### Clubes
| Equipe            | Temporada         | Campeonato nacional | Campeonato nacional | Campeonato nacional | Copa nacional | Copa nacional | Copa nacional | Competições continentais | Competições continentais | Competições continentais | Outros torneios | Outros torneios | Outros torneios | Total | Total | Total   |
| Equipe            | Temporada         | Jogos               | Gols                | Assist.             | Jogos         | Gols          | Assist.       | Jogos                    | Gols                     | Assist.                  | Jogos           | Gols            | Assist.         | Jogos | Gols  | Assist. |
| ----------------- | ----------------- | ------------------- | ------------------- | ------------------- | ------------- | ------------- | ------------- | ------------------------ | ------------------------ | ------------------------ | --------------- | --------------- | --------------- | ----- | ----- | ------- |
| Flamengo          | 2018              | —                   | —                   | —                   | —             | —             | —             | —                        | —                        | —                        | 1               | 0               | 0               | 1     | 0     | 0       |
| Flamengo          | 2019              | 1                   | 0                   | 0                   | —             | —             | —             | —                        | —                        | —                        | 1               | 0               | 0               | 2     | 0     | 0       |
| Flamengo          | 2020              | —                   | —                   | —                   | —             | —             | —             | —                        | —                        | —                        | 4               | 0               | 0               | 4     | 0     | 0       |
| Flamengo          | Total             | 1                   | 0                   | 0                   | 0             | 0             | 0             | 2                        | 0                        | 0                        | 6               | 0               | 0               | 7     | 0     | 0       |
| Oeste             | 2020              | 7                   | 0                   | 0                   | —             | —             | —             | —                        | —                        | —                        | —               | —               | —               | 7     | 0     | 0       |
| Oeste             | Total             | 7                   | 0                   | 0                   | 0             | 0             | 0             | 0                        | 0                        | 0                        | 0               | 0               | 0               | 7     | 0     | 0       |
| Casa Pia          | 2020–21           | 13                  | 0                   | 0                   | —             | —             | —             | —                        | —                        | —                        | —               | —               | —               | 13    | 0     | 0       |
| Casa Pia          | Total             | 13                  | 0                   | 0                   | 0             | 0             | 0             | 0                        | 0                        | 0                        | 0               | 0               | 0               | 13    | 0     | 0       |
| Estrela Amadora   | 2021–22           | 9                   | 0                   | 0                   | 2             | 0             | 0             | —                        | —                        | —                        | —               | —               | —               | 11    | 0     | 0       |
| Estrela Amadora   | Total             | 9                   | 0                   | 0                   | 2             | 0             | 0             | 0                        | 0                        | 0                        | 0               | 0               | 0               | 11    | 0     | 0       |
| PO Xylotymbou     | 2022–23           | 2                   | 0                   | 0                   | 0             | 0             | 0             | —                        | —                        | —                        | —               | —               | —               | 2     | 0     | 0       |
| PO Xylotymbou     | Total             | 2                   | 0                   | 0                   | 0             | 0             | 0             | 0                        | 0                        | 0                        | 0               | 0               | 0               | 40    | 0     | 0       |
| Total na carreira | Total na carreira | 32                  | 0                   | 0                   | 2             | 0             | 0             | 2                        | 0                        | 0                        | 6               | 0               | 0               | 38    | 0     | 0       |

- a. ^ Jogos da Taça da Liga
- b. ^ Jogos da Copa Libertadores da América
- c. ^ Jogos do Campeonato Carioca

## Títulos
Flamengo
- Copa Libertadores: 2019[16]
- Recopa Sul-Americana: 2020[carece de fontes?]
- Campeonato Brasileiro de Futebol: 2019[carece de fontes?]
- Supercopa do Brasil: 2020[carece de fontes?]
- Campeonato Carioca de Futebol: 2019, 2020[carece de fontes?]